# レミントンM31
レミントンM31（英語: Remington Model 31）は、アメリカ合衆国のレミントン・アームズ社が製造していた、ポンプアクション式散弾銃である。

## 概要
レミントンM31は、銃器設計技師のチョウンシー C. ルーミスとジョン・ペダーセンが設計し、1931年から1949年まで製造されていた散弾銃である。その人気は高く、レミントンM10やM29、さらにはジョン・ブローニングが設計したレミントンM17を押し退けて、ウィンチェスター社のウィンチェスターM1912と、銃器市場におけるトップを競い合っていた 。
現在では製造は終了し、1951年に開発された、より安価で信頼性も高いレミントンM870が、後継として製造されている。

## 開発
当時レミントン社は、20ゲージのレミントンM17の販売を若干成功させていたのであるが、ウィンチェスター社の散弾銃と比べると売り上げは低かった。そこでレミントン社はこれに対抗しようと、ウィンチェスター社と同じように、散弾銃は12ゲージを主力とし、薬莢を横に排出できるようにする必要があると考え、これを受けてチョウンシー C. ルーミスは、M17のサイズを大きくして横からの排莢が出来るように設計し、これがレミントンM31となった。
M31はレミントン社にとって、初めて横から排莢することができる、ポンプアクション式散弾銃であった。銃床とフォアエンド（先台）はクルミで作られており、後にフォアエンドは、掴みやすいよう畝の立ったものに変更された。
さらに、機関部とトリガーハウジングにアルミニウムを使用して軽量化を図った、レミントンM31Lと呼ばれるモデルも開発されている。

## 製造と配備
レミントンM31は3種類のゲージに対応したものが作られ、12ゲージ仕様のものは121,000丁、16ゲージと20ゲージ仕様のものは、合わせて75,000丁製造された。
FBIは、1935年に起きたカンザスシティ虐殺事件を受けて、各支局にM31を配備していた 。
また、アメリカ軍でもM31は配備され、第二次世界大戦において使用された。この時使用されていたものは、機関部の左側に、「U.S. Property」とする印が施されており、シリアルナンバーは、51000-63000番台である。これらは民間で販売されているのと同じもので、特に軍用に改良されていたわけではなく、一つの試作品を除き、M31の軍用モデルは製造されていない 。
しかし、顧客から好評を得られていたものの、M31の売り上げは、ウィンチェスター社の散弾銃に及ばなかった。そのため、レミントン社は設計図を再び練り直し、より安く生産できる上に、ウィンチェスターM1912と同等の耐久度を持つ、レミントンM870を開発したのである。

## 評価
多くの散弾銃の専門家たちは、人気が高く販売にも大成功した後継のレミントンM870よりも、レミントンM31こそがポンプアクション式散弾銃の傑作であると評価している。

## モスバーグとの関係
レミントンM31は、モスバーグM500や、それに関連した散弾銃の基礎として使われた。モスバーグM500も、単純かつ安く製造できるよう設計されており、顕著な違いは、独立したロッキングピースと簡略化された銃身のマウントシステムに、2本のボルトが使用されている事である。この内ロッキングピースのボルトは、機関部を直接的に固定するように使われている。

## 登場作品

### 映画
『ガンヘッド』（1989年）
Bバンガーのリーダー・バンチョーが主武装として使用する。
『またまたあぶない刑事』
主人公たちが武器の調達のために立ち寄った、暴力団の武器庫の中にあった銃の1つとして、ソードオフ型が登場。それを鷹山刑事が最終決戦時に使用し、手放しでバイクを運転しながら連続射撃を行う。

### テレビドラマ
『大都会 PARTIII』
第16話より渡哲也演じる黒岩部長刑事がソードオフ・ピストルグリップ仕様を使用。
『西部警察シリーズ』
全シリーズで、渡哲也演じる大門団長がソードオフ・ピストルグリップ仕様を使用。『PART1』終盤からはスコープが追加された。作中では飛行するヘリの機上や走行中の車から発砲したり、（ショットガンでは本来不可能な）長距離狙撃を行うシーンが多々ある。

### 小説
『バトル・ロワイアル』
川田章吾の支給品として登場。